# انجمن شیمی اعصاب آمریکا
انجمن شیمی اعصاب آمریکا (به انگلیسی: American Society for Neurochemistry (ASN))جامعهٔ حرفه‌ای برای شیمی دانان علوم اعصاب و دانشمندان این علم در شمال، مرکز و جنوب امریکا و منطقهٔ کارائیب است. این انجمن راجع به نقش و تعاملات مولکول‌های کوچک (پروتئین‌ها، پپتیدها، اسیدهای نوکلئیک، لیپیدها، قند) در توسعه، رشد، عملکرد و پاتولوژی سیستم عصبی پژوهش می‌کند. تشکیل این انجمن در سال ۱۹۶۹، توسط ۱۲ دانشمند من‌جمله  جوردی فولچ پی انجام گشت. دونالد بی. تاور (به انگلیسی: Donald B. Tower) نخستین رئیس این انجمن بود. از انتشارات این سازمان می‌توان به کتاب‌های درسی شیمی اعصاب ابتدایی (به انگلیسی: Basic Neurochemistry) و مجلات آنلاین (ASN NEURO) اشاره کرد. همچنین از میان جوایز بسیار این انجمن می‌توان به جایزهٔ جوردی فولچ پی اشاره کرد.